# 분광 해상도
분광 해상도(分光解像度, 영어: spectral resolution)는 분광기나 더 일반적인 주파수 스펙트럼에서 전자기 스펙트럼을 얼마나 잘 분해할 수 있는가에 관한 척도이다. 보통 {\displaystyle \Delta \lambda }로 나타내며, 다음처럼 표현되는 분광기의 분해능(영어: resolving power)과 밀접하게 관련되어 있다.
{\displaystyle R={\frac {\lambda }{\Delta \lambda }}}
여기서 {\displaystyle \Delta \lambda }는 파장 {\displaystyle \lambda }에서 구분할 수 있는 가장 작은 파장 간격이다. 예를 들어서 허블 우주 망원경의 우주 망원경 영상 분광기(STIS)는 1000 nm의 파장에서 0.17 nm를 구분할 수 있기 때문에 0.17 nm의 분광 해상도와 5,900의 분해능을 가진다. 또 다른 예시로 유럽남방천문대 파라날 거대 망원경의 극저온 고해상도 적외선 에셸 분광기(CRIRES)는 100,000까지의 스펙트럼 분해능을 가지고 있다.

## 도플러 효과
분광 해상도는 속력 같은 물리량으로 나타낼 수 있기도 하다. 그러면 도플러 효과를 통해 구분되는 속력 차이로 {\displaystyle \Delta v}를 쓸 수 있다. 따라서, 해상도가 {\displaystyle \Delta v}이면 분해능은
{\displaystyle R={\frac {c}{\Delta v}}}
여기서 {\displaystyle c}는 빛의 속력이다. 예컨대 전술한 STIS의 분광 해상도는 51 km/s가 된다.

## IUPAC 정의
국제순수응용화학연합(IUPAC)은 광학 분광학에서 해상도를 스펙트럼에서 구분 가능한 두 선 스펙트럼의 최소 파수 차이나 파장 차이, 혹은 진동수 차이로 정의한다. 분해능 {\displaystyle R}은 천이 파수 내지 파장 혹은 진동수를 해상도로 나눈 값으로 주어진다.

## 같이 보기
- 각분해능
- 해상도 (질량 분석)(영어판)

## 추가 정보
- Kim Quijano, J., et al. (2003), STIS Instrument Handbook, Version 7.0, (Baltimore: STScI)
- Frank L. Pedrotti, S.J. (2007), Introduction to optics, 3rd version, (San Francisco)